# Raymond Poulidor
Raymond Poulidor, född 15 april 1936 i Masbaraud-Mérignat, död 13 november 2019 i Saint-Léonard-de-Noblat, var en fransk cyklist. Han var professionell från 1960 till 1977 och vann bland annat Vuelta a España 1964, Milano-Sanremo 1961, Paris-Nice 1972 och 1973, samt Criterium du Dauphiné Libéré 1966 och 1969.
Ironiskt nog är han kanske mest känd för att han aldrig vann Tour de France medan han är den som genom tiderna stod oftast på pallen i Paris: han blev tvåa tre gånger och trea fem gånger. Därför kallas han ofta för "den evige tvåan" (l'éternel second) eller "den underbare förloraren" (le perdant magnifique).
I början av 60-talet utkämpade Poulidor klassiska dueller mot Jacques Anquetil, en annan fransk cyklist som vann Tour de France fem gånger mellan 1957 och 1964. Trots att Anquetil var mer framgångsrik, var Poulidor mycket mer populär bland den franska publiken.
Raymond Poulidor var morfar till cyklisten Mathieu van der Poel.